# Семенец, Иван Викторович
Иван Викторович Семенец (1 октября 1981) — российский футболист, выступавший на позиции защитника. Сыграл один матч в премьер-лиге России.

## Биография
Воспитанник воронежского футбола. С 1999 года выступал за резервный состав «Факела» в любительских соревнованиях. В основном составе команды дебютировал 16 сентября 2001 года в матче премьер-лиги против «Ростсельмаша», выйдя на замену на 88-й минуте вместо Сергея Шишкина. Этот матч остался единственным для футболиста на высшем уровне. Также в ходе сезона-2001 защитник сыграл 26 матчей в первенстве дублирующих составов.
После ухода из «Факела» выступал за «Локомотив» (Лиски) и различные клубы Воронежа на профессиональном и любительском уровне. В составе воронежского «Динамо» и «ФЦШ-73» был капитаном команды. В возрасте 28 лет завершил профессиональную карьеру. В дальнейшем выступал на любительском уровне, а также в зимнем чемпионате области и в соревнованиях бизнес-лиги.